# All About That Bass
All About That Bass is de debuut-labelsingle van de Amerikaanse zangeres Meghan Trainor. Het nummer kwam uit op 30 juni 2014 en is uitgegeven door Epic Records. "All About That Bass" is geschreven door Kevin Kadish en Trainor. Onder meer in de Amerikaanse, Australische en Engelse hitlijsten behaalde het nummer de eerste plaats.
De muziekvideo werd opgenomen op 8 mei 2014 en de regie lag in handen van Fatima Robinson.

## Tracklijst
| Nr. | Titel               | Duur  |
| --- | ------------------- | ----- |
| 1.  | All About That Bass | 03:09 |
| 2.  | Title               | 02:54 |

| Nr. | Titel               | Duur  |
| --- | ------------------- | ----- |
| 1.  | All About That Bass | 03:09 |

| Nr. | Titel               | Duur  |
| --- | ------------------- | ----- |
| 1.  | All About That Bass | 03:09 |
| 2.  | Title               | 02:54 |
| 3.  | Dear Future Husband | 03:04 |
| 4.  | Close Your Eyes     | 03:40 |

## Hitnoteringen

### Nederlandse Top 40
| Hitnotering: 06-09-2014 t/m 07-02-2015 | Hitnotering: 06-09-2014 t/m 07-02-2015 | Hitnotering: 06-09-2014 t/m 07-02-2015 | Hitnotering: 06-09-2014 t/m 07-02-2015 | Hitnotering: 06-09-2014 t/m 07-02-2015 | Hitnotering: 06-09-2014 t/m 07-02-2015 | Hitnotering: 06-09-2014 t/m 07-02-2015 | Hitnotering: 06-09-2014 t/m 07-02-2015 | Hitnotering: 06-09-2014 t/m 07-02-2015 | Hitnotering: 06-09-2014 t/m 07-02-2015 | Hitnotering: 06-09-2014 t/m 07-02-2015 | Hitnotering: 06-09-2014 t/m 07-02-2015 | Hitnotering: 06-09-2014 t/m 07-02-2015 | Hitnotering: 06-09-2014 t/m 07-02-2015 | Hitnotering: 06-09-2014 t/m 07-02-2015 | Hitnotering: 06-09-2014 t/m 07-02-2015 | Hitnotering: 06-09-2014 t/m 07-02-2015 | Hitnotering: 06-09-2014 t/m 07-02-2015 | Hitnotering: 06-09-2014 t/m 07-02-2015 | Hitnotering: 06-09-2014 t/m 07-02-2015 | Hitnotering: 06-09-2014 t/m 07-02-2015 | Hitnotering: 06-09-2014 t/m 07-02-2015 | Hitnotering: 06-09-2014 t/m 07-02-2015 | Hitnotering: 06-09-2014 t/m 07-02-2015 |
| Week:                                  | 1                                      | 2                                      | 3                                      | 4                                      | 5                                      | 6                                      | 7                                      | 8                                      | 9                                      | 10                                     | 11                                     | 12                                     | 13                                     | 14                                     | 15                                     | 16                                     | 17                                     | 18                                     | 19                                     | 20                                     | 21                                     | 22                                     |                                        |
| -------------------------------------- | -------------------------------------- | -------------------------------------- | -------------------------------------- | -------------------------------------- | -------------------------------------- | -------------------------------------- | -------------------------------------- | -------------------------------------- | -------------------------------------- | -------------------------------------- | -------------------------------------- | -------------------------------------- | -------------------------------------- | -------------------------------------- | -------------------------------------- | -------------------------------------- | -------------------------------------- | -------------------------------------- | -------------------------------------- | -------------------------------------- | -------------------------------------- | -------------------------------------- | -------------------------------------- |
| Positie:                               | 34                                     | 24                                     | 13                                     | 7                                      | 5                                      | 3                                      | 4                                      | 3                                      | 3                                      | 3                                      | 5                                      | 5                                      | 7                                      | 7                                      | 8                                      | 10                                     | 16                                     | 18                                     | 27                                     | 28                                     | 33                                     | 40                                     | uit                                    |

### NederlandseSingle Top 100
| Hitnotering: 30-08-2014 t/m 23-05-2015 | Hitnotering: 30-08-2014 t/m 23-05-2015 | Hitnotering: 30-08-2014 t/m 23-05-2015 | Hitnotering: 30-08-2014 t/m 23-05-2015 | Hitnotering: 30-08-2014 t/m 23-05-2015 | Hitnotering: 30-08-2014 t/m 23-05-2015 | Hitnotering: 30-08-2014 t/m 23-05-2015 | Hitnotering: 30-08-2014 t/m 23-05-2015 | Hitnotering: 30-08-2014 t/m 23-05-2015 | Hitnotering: 30-08-2014 t/m 23-05-2015 | Hitnotering: 30-08-2014 t/m 23-05-2015 | Hitnotering: 30-08-2014 t/m 23-05-2015 | Hitnotering: 30-08-2014 t/m 23-05-2015 | Hitnotering: 30-08-2014 t/m 23-05-2015 | Hitnotering: 30-08-2014 t/m 23-05-2015 | Hitnotering: 30-08-2014 t/m 23-05-2015 | Hitnotering: 30-08-2014 t/m 23-05-2015 | Hitnotering: 30-08-2014 t/m 23-05-2015 | Hitnotering: 30-08-2014 t/m 23-05-2015 | Hitnotering: 30-08-2014 t/m 23-05-2015 | Hitnotering: 30-08-2014 t/m 23-05-2015 |
| Week:                                  | 1                                      | 2                                      | 3                                      | 4                                      | 5                                      | 6                                      | 7                                      | 8                                      | 9                                      | 10                                     | 11                                     | 12                                     | 13                                     | 14                                     | 15                                     | 16                                     | 17                                     | 18                                     | 19                                     | 20                                     |
| -------------------------------------- | -------------------------------------- | -------------------------------------- | -------------------------------------- | -------------------------------------- | -------------------------------------- | -------------------------------------- | -------------------------------------- | -------------------------------------- | -------------------------------------- | -------------------------------------- | -------------------------------------- | -------------------------------------- | -------------------------------------- | -------------------------------------- | -------------------------------------- | -------------------------------------- | -------------------------------------- | -------------------------------------- | -------------------------------------- | -------------------------------------- |
| Positie:                               | 60                                     | 29                                     | 12                                     | 6                                      | 3                                      | 2                                      | 3                                      | 2                                      | 2                                      | 3                                      | 4                                      | 5                                      | 6                                      | 6                                      | 9                                      | 11                                     | 18                                     | 20                                     | 14                                     | 18                                     |
| Week:                                  | 21                                     | 22                                     | 23                                     | 24                                     | 25                                     | 26                                     | 27                                     | 28                                     | 29                                     | 30                                     | 31                                     | 32                                     | 33                                     | 34                                     | 35                                     | 36                                     | 37                                     | 38                                     | 39                                     | 40                                     |
| Positie:                               | 18                                     | 25                                     | 30                                     | 31                                     | 39                                     | 45                                     | 45                                     | 48                                     | 52                                     | 66                                     | 69                                     | 67                                     | 67                                     | 77                                     | 77                                     | 80                                     | 91                                     | 100                                    | 98                                     | uit                                    |

### 3FM Mega Top 50
| Hitnotering: 06-09-2014 t/m 14-03-2015 | Hitnotering: 06-09-2014 t/m 14-03-2015 | Hitnotering: 06-09-2014 t/m 14-03-2015 | Hitnotering: 06-09-2014 t/m 14-03-2015 | Hitnotering: 06-09-2014 t/m 14-03-2015 | Hitnotering: 06-09-2014 t/m 14-03-2015 | Hitnotering: 06-09-2014 t/m 14-03-2015 | Hitnotering: 06-09-2014 t/m 14-03-2015 | Hitnotering: 06-09-2014 t/m 14-03-2015 | Hitnotering: 06-09-2014 t/m 14-03-2015 | Hitnotering: 06-09-2014 t/m 14-03-2015 | Hitnotering: 06-09-2014 t/m 14-03-2015 | Hitnotering: 06-09-2014 t/m 14-03-2015 | Hitnotering: 06-09-2014 t/m 14-03-2015 | Hitnotering: 06-09-2014 t/m 14-03-2015 | Hitnotering: 06-09-2014 t/m 14-03-2015 |
| Week:                                  | 1                                      | 2                                      | 3                                      | 4                                      | 5                                      | 6                                      | 7                                      | 8                                      | 9                                      | 10                                     | 11                                     | 12                                     | 13                                     | 14                                     | 15                                     |
| -------------------------------------- | -------------------------------------- | -------------------------------------- | -------------------------------------- | -------------------------------------- | -------------------------------------- | -------------------------------------- | -------------------------------------- | -------------------------------------- | -------------------------------------- | -------------------------------------- | -------------------------------------- | -------------------------------------- | -------------------------------------- | -------------------------------------- | -------------------------------------- |
| Positie:                               | 24                                     | 18                                     | 9                                      | 4                                      | 1                                      | 2                                      | 2                                      | 2                                      | 5                                      | 3                                      | 7                                      | 8                                      | 8                                      | 9                                      | 9                                      |
| Week:                                  | 16                                     | 17                                     | 18                                     | 19                                     | 20                                     | 21                                     | 22                                     | 23                                     | 24                                     | 25                                     | 26                                     | 27                                     | 28                                     |                                        |                                        |
| Positie:                               | 9                                      | 16                                     | 17                                     | 18                                     | 25                                     | 33                                     | 36                                     | 37                                     | 40                                     | 42                                     | 45                                     | 49                                     | 49                                     | uit                                    |                                        |

## Releasedata
| Land                | Releasedatum      | Formaat                     | Label |
| ------------------- | ----------------- | --------------------------- | ----- |
| Duitsland           | 30 juni 2014      | Muziekdownload              | Epic  |
| Oostenrijk          | 30 juni 2014      | Muziekdownload              | Epic  |
| Zwitserland         | 30 juni 2014      | Muziekdownload              | Epic  |
| Verenigde Staten    | 30 juni 2014      | Muziekdownload              | Epic  |
| 1 juli 2014         | Radio             |                             | Epic  |
| Verenigd Koninkrijk | 28 september 2014 | Muziekdownload              | Epic  |
| Duitsland           | 3 oktober 2014    | Digitale extended play (ep) | Epic  |
| Oostenrijk          | 3 oktober 2014    | Digitale extended play (ep) | Epic  |
| Zwitserland         | 3 oktober 2014    | Digitale extended play (ep) | Epic  |
| Duitsland           | 3 oktober 2014    | Cd-single                   | Epic  |